# Riz pilaf
« Pilaf » redirige ici. Pour les autres significations, voir Pilaf (homonymie).
Le riz pilaf ou pilaw (chez Escoffier), pilau (au XVIIe siècle) est un plat de riz, doré dans l'huile avec des oignons sués ciselés, cuit au four ou bien à la cocotte pendant vingt minutes environ.
Il peut contenir une variété de viandes et de légumes. Pilau, pilow est en général suivi d'un qualificatif, pilaf de mouton, pilaf de poulet. C'est un plat commun dans les Balkans, au Moyen-Orient, en Asie centrale et du Sud, en Afrique, en Amérique latine, les Mascareignes et dans les Antilles et une garniture dans la cuisine classique.

## Étymologie
Le terme pilaf (turc pilav, persan پلاو, hindi पुलाव, ourdou پُلاؤ ; du sanskrit पुलाक) a fait évoquer une origine dravidienne, hypothèse non démontrée. Le Dictionnaire persan-français de J. Desmaisons donne comme définition du riz polow, un « riz cuit à la vapeur avec des légumes et de la viande », comme les pilavs turcs. Sous le nom de plov, palov ou osh c'est un plat complet de base de la cuisine ouzbèke.

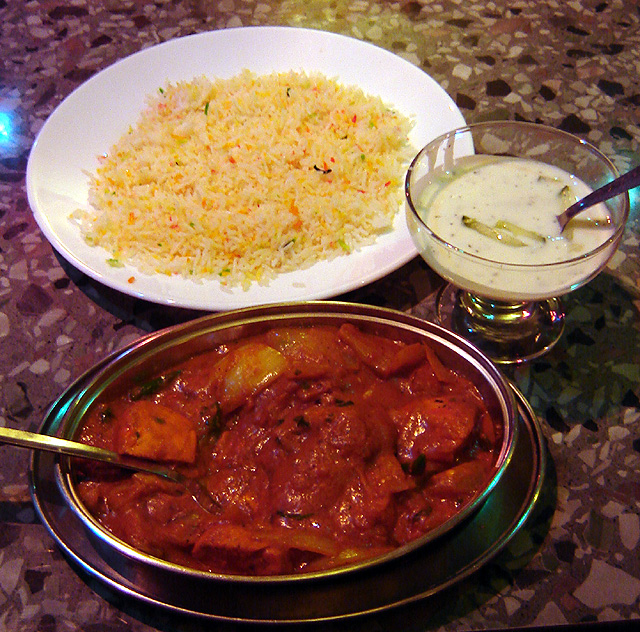
Morceaux de poulet ', riz pilaf et raïta au concombre.

Le terme pilau a été introduit dans la langue française par Jean-Baptiste Tavernier en 1676 (Voyages en Turquie, en Perse, et aux Indes). En 1822 Raffenel (Histoire des évènements en Grèce) utilise pilaf du grec Πιλάφι pilafi. L'anglais utilise aussi pilaf ou pilau. En Russie et Asie centrale on rencontre Плов (plov) plov, polou, palov, pilau, pilaw, etc.
Le romancier français Joseph Kessel, dans son roman Les cavaliers dont l'intrigue se déroule en Afghanistan au début du XXe siècle, décrit le plat de palao comme une préparation à base de riz, de graisse de mouton et parfois de viande.
Paella n'aurait pas la même étymologie mais viendrait du nom de la poêle dans laquelle on la cuit.

## Histoire
Ce plat se trouverait dans les récits d'Alexandre le Grand, lorsqu'on y décrit l'hospitalité de la Bactrie. Du riz pilaf avec une recette spécialement crée pour lui aurait été servi lors d'un banquet royal après la prise de Maracanda (Samarcande). Les soldats d'Alexandre ont ensuite rapporté la recette en Macédoine, puis elle s'est diffusée dans toute la Grèce. De nombreuses légendes sont colportées en Asie centrale, il aurait été ordonné au Xe siècle par Avicenne au fils du gouverneur de Boukhara, prince dont l'amour avait coupé l'appétit. De nos jours, les Ouzbeks et des Tadjiks considèrent Avicenne comme le père du pilaf moderne.
C'est sous le califat abbasside que les méthodes de cuisson du riz se répandent dans les pays musulmans avec apparition en Asie centrale et en Iran. Charles Perry écrit que le livre de ménage de l'empereur moghol Akbar (1542-1605) donne la première recette de pilaf (le qabuli — ou qabili — palaw). C'était une entrée de riz, viande, pois chiches, parfois des raisins secs et des amandes cuit dans une marmite dédiée. Il distingue 5 écoles régionales de pilaf : Asie centrale, perses, indienne, turque et antillaise. De nos jours, le plat est courant au Proche-Orient  chez les Arabes, les Turcs et les Arméniens. Il a été introduit en Israël par les Juifs séfarades, on y fait du pilaf de semoule de couscous à gros grain.

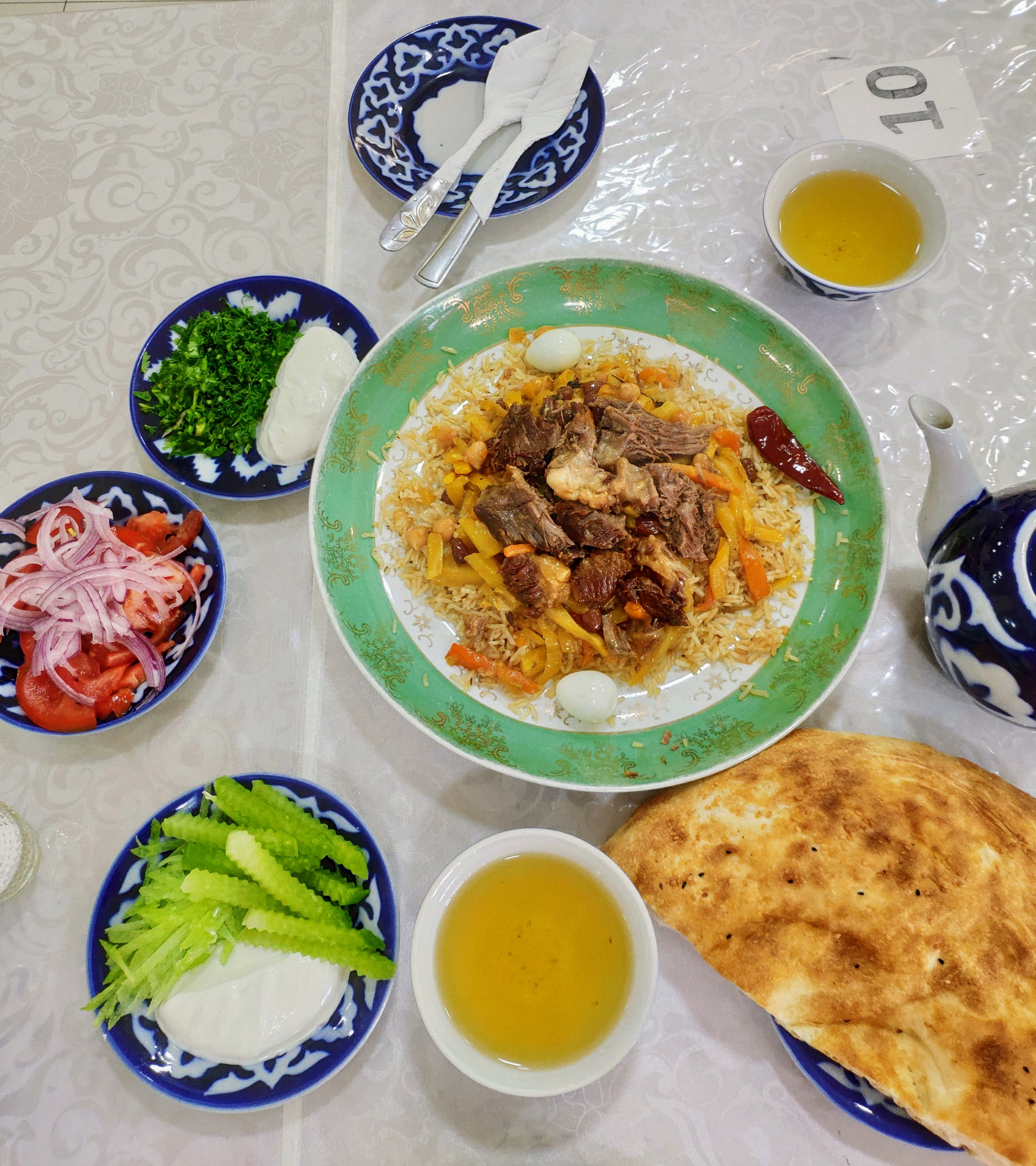
Pilaf ouzbèque.

La première recette en français date de 1752 dans le Dictionnaire de Trévoux : « PILAU, f. m. C'est du riz cuit au bouillon, ou au jus de viande et au beurre. Le pilau est la nourriture ordinaire des Orientaux. Les Turcs mangent dans la main le potage de riz, qu'ils appellent pilau. » D'après V. V. Pokhlebkin, le bœuf miroton serait une tentative de cuisiner du pilaf turc selon les descriptions des lettres de Constantinople de diplomates français, cette thèse n'a aucune source écrite en français.

## Préparation
On utilise un riz long grain. La casserole est couverte d'un papier sulfurisé pendant la cuisson, et est laissée à reposer 5 min en fin de cuisson.

### Deux méthodes de cuisson
Escoffier dans son livre référence sur le riz donne les indications admises: « Faire blondir, très légèrement, une cuillerée d’oignon finement haché, dans 60 g de beurre; lui mêler 250 g de riz, pincée de sel et poivre. Remuer le riz avec une cuiller en bois, une ou deux minutes, de façon que le riz soit bien enveloppé de beurre; mouiller d’un demi-litre de bouillon blanc et bouillant. Couvrir la casserole, la mettre dans le four. Temps de cuisson 18 min. Retirer la casserole du feu, mêler au riz 30 à 40 g de beurre divisé en petites parcelles.

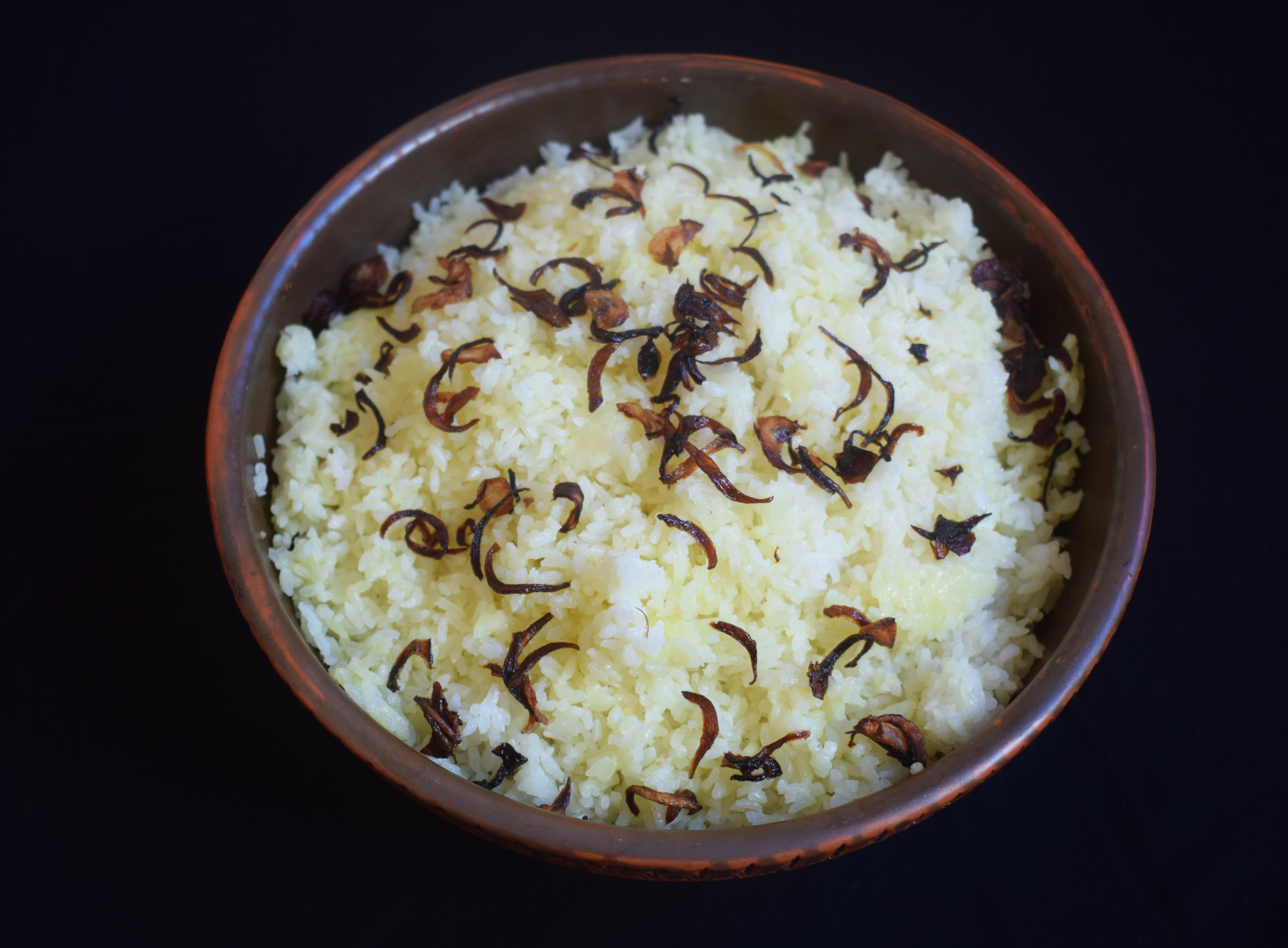
Pilaf aux oignons grillés (Bengale).

Cette méthode de cuire le riz a les avantages de pouvoir le conserver longtemps chaud, sans perdre sa saveur, et ne formant pas une pâte, ce qui est précieux pour le service des restaurants. Le riz pilaw sert surtout d’accompagnement à de nombreuses préparations et combinaisons de poisson, viandes de boucherie, volaille, gibier, etc., que l’on trouvera dans plusieurs des formules suivantes ».
Il existe une seconde méthode où le corps gras est ajouté après cuisson au bouillon : « commencer par faire cuire le riz en partie dans un mouillement de bouillon, dûment assaisonné, jusqu’à absorption du liquide, et finir la cuisson à température relativement basse, après avoir arrosé le riz à moitié cuit avec du beurre fondu, couleur noisette, aromatisé ou non avec de l’oignon. »

### Mouillement
Selon Escoffier, « Le riz pilaw ne doit jamais être mouillé plus de deux fois son volume ». D'autres sources donnent 1,5 volume de mouillement pour un volume de riz,. Ali-Bab indique un mouillement très court (proche d'un volume de bouillon pour un volume d'eau). Le mouillement se fait en une seule fois, ce qui distingue le riz pilaf de la paella ou du risotto.

### Garniture
Escoffier en donne de nombreuses garnitures : poisson, langouste, moules, huîtres, viande de veau, mouton (pilaw à l'orientale, ragoût de mouton, « Les Turcs ajoutent souvent à ce mets des gombos et des piments »), volaille, lapin, légumes aubergine, cèpe, tomate. La variante européenne commune (moins épicée que l'orientale) est le pilaf au poulet. En Amérique, le riz pilaf est un riz aux légumes.
Les plats d'œufs garnis de riz sont une particularité de la cuisine de palace européenne: les œufs Aurore (œufs mollets, sauce paprika rose et riz pilaf), œufs Béatrice, idem avec un riz pilaf aux truffes, Juliette idem riz pilaf aux petits pois, œufs à la Catalane (œufs frits, riz pilaf aux aubergines, sauce tomate) œufs Grand'mère (mollets sauce provençale), à l'italienne (œufs frits, sauce tomate au safran, pilaf aux courgettes), Laetitia idem pilaf aux morilles, Ninon (œufs poêlés, pilaf aux crevettes, sauce curry). etc. .

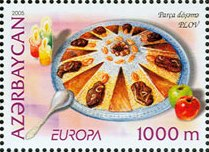
Timbre poste azéri.

## Les pilafs traditionnels

### De la Chine à l'Iran
抓饭 (Zhuā fàn) en chinois. Dans cette vaste zone les pilafs sont a base d'agneau ou de mouton avec toutes les variantes imaginables. En Inde, Iran, Afghanistan le pilaf se fait avec du riz Basmati aromatique, du domsiyah (riz de luxe long et mince de la Caspienne) vieilli pendant plusieurs années, et donc valorisé, c'est un plat de fête ou du dimanche.

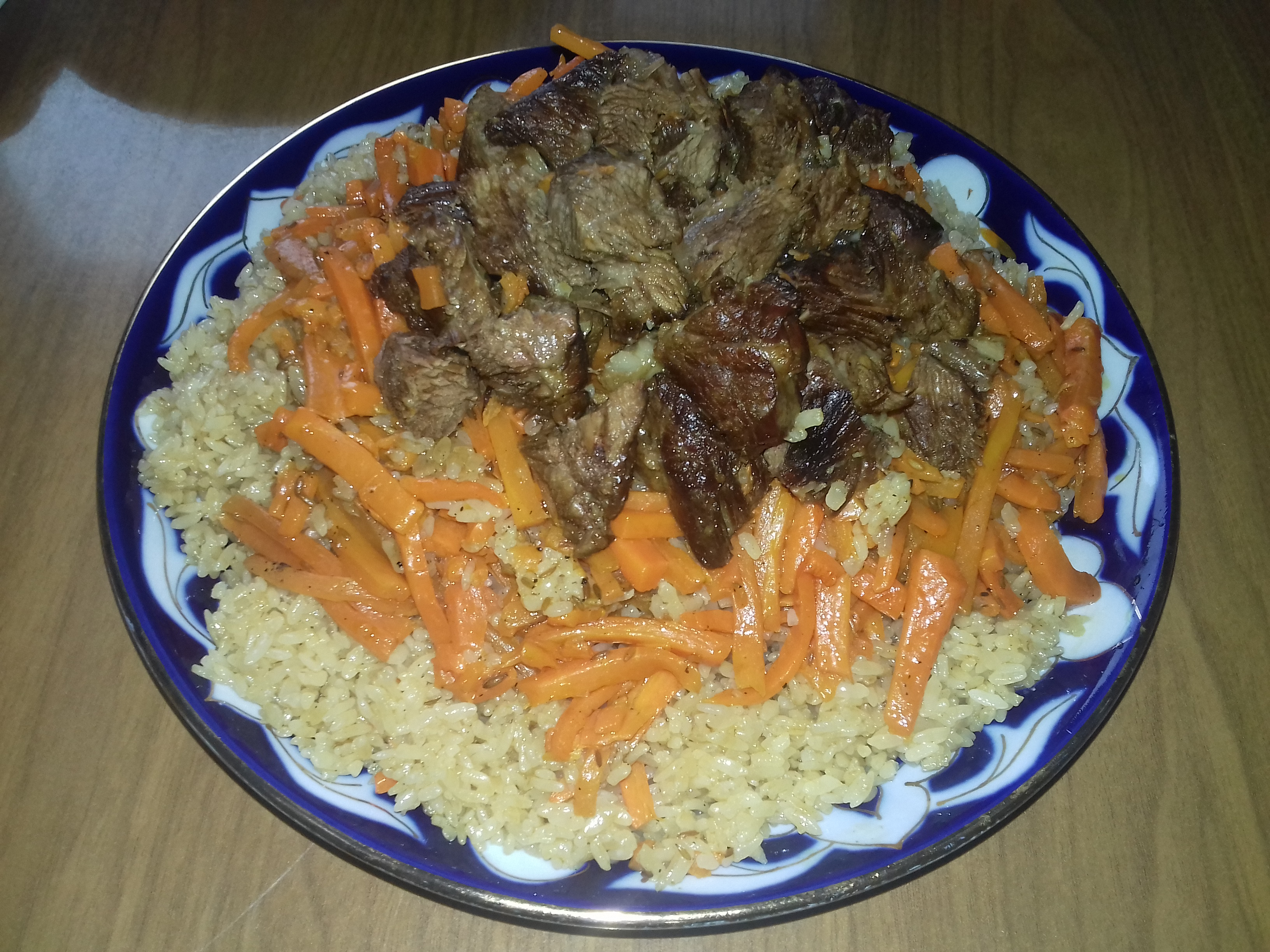
Palov de Samarcande, mouton et carottes.

Chez les Ouïghours le polou ou plov est un riz cuit avec du mouton et des oignons ou des carottes.

#### Asie centrale

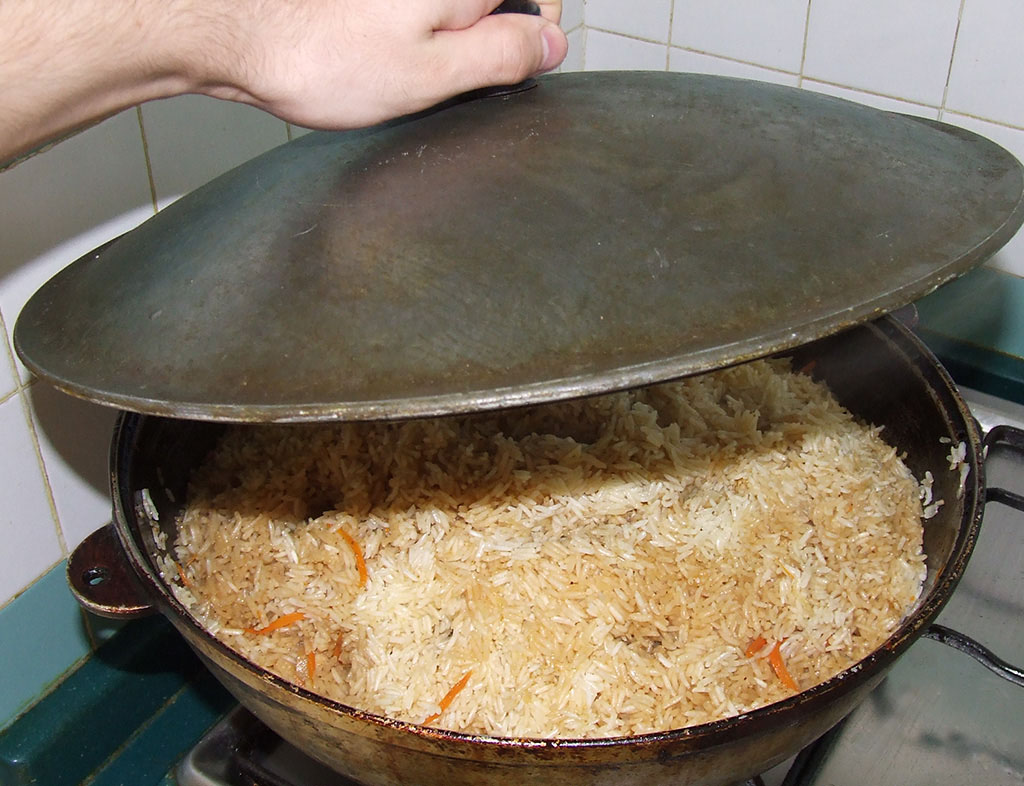
Un plov ouzbek.

Le dossier Cuisine en partage (2005) donne une étude des riz d'Asie centrale, et du rôle identitaire des multiples plov locaux, variation sur le riz utilisé (d'Uzgen au Kirghizistan), la façon de la cuire, ses composants, son symbolisme.
Le riz rouge est utilisé, la recette est à la base des plov d'Asie Centrale, sans hésiter sur la richesse et la variété de la garniture Au sud de la Russie Пилав (pilav)  dans la cuisine tartare, ouzbèques et azéri cuisine le плов plov d'agneau désossé avec légumes abricots secs et pistaches.
Chez les Kirghizes le paloo usuel au mouton ou à l'agneau se fait aux carottes caramélisées. À noter, parmi les fruits, le paloo au coing. C'est un plat de tous les jours dont les versions riches marquent la fin du ramadan. Dans les cuisines tadjike et afghane, le qabili palau est un riz basmati à l'agneau, de poulet ou de bœuf, cuit au four, avec carottes, raisins secs, pistaches, noix ou amandes. On mentionne l'utilisation de l'huile de coton, ou de lin. Le pilaf de Samarcande (aux pois chiches), de Ferghana (à l'ail), de Kovatokli (aux feuilles de vigne) sont renommés. Le plov ouzbek (osh) au zirvak (mélange de carottes coupées fines et d'oignons frits), Paul David Buell écrit qu'on peut y incorporer tout ce qui tombe sous la main. On condimente avec du cumin, de la coriandre, de l'épine-vinette, du piment et du poivre noir, des abricots secs, des canneberges et des raisins secs.

#### Iran

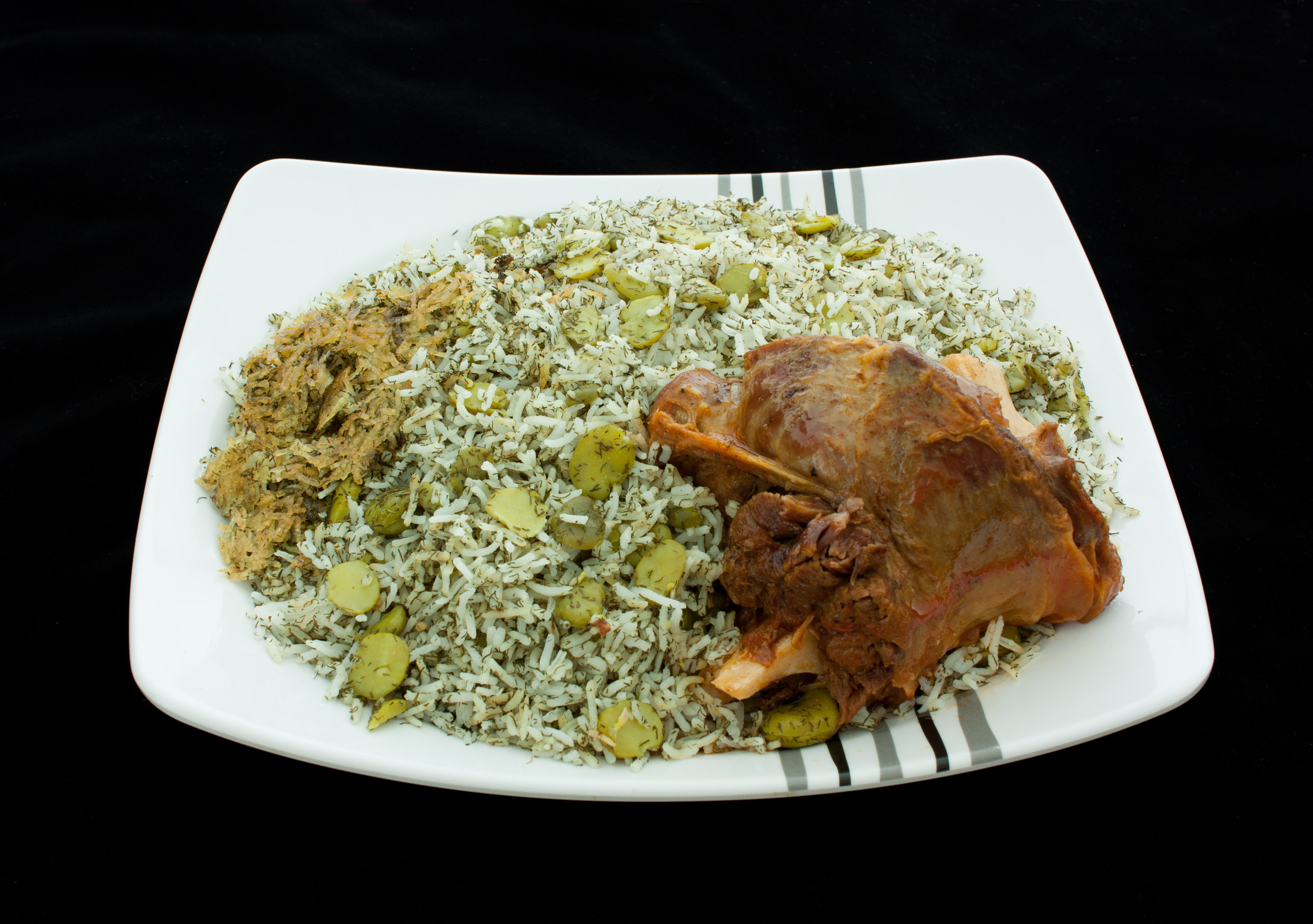
Baghali polow aux fèves et au poulet.

Il existe de nombreux termes persans pour désigner les méthodes de cuisson du riz. Le chelo est le riz de garniture, le polow désigne du riz lavé, bouilli, puis égoutté afin que le riz, accompagné d'autres ingrédients (fruits, viandes, légumes). Le riz croustillant est obtenu par une triple cuisson: pré-cuisson à l'eau chaude, puis on dispose dans la casserole le riz passé au beurre en un couche homogène dans laquelle on fait quelques trous enfin le reste du riz est posé en cône au centre, ce mélange est cuit 6 min avant de verser le reste de liquide et cuire à l'étouffé 40 min. Le tah-digh  (littéralement « fond du pot ») est la croûte de riz croustillante au fond du plat  qui est populaire chez les enfants iraniens.
Le pilow est souvent servi avec une soupe de bouillon nommée rahkshi ou yahni. Le sabsi polow est un pilaf d'agneau avec des herbes (persil, coriandre, aneth, etc), kalam polow au chou et au safran, adas polow aux lentilles et au cumin, haveej polow aux carottes et au cumin, baghali polow (persan باقالی پلو, azeri paxla plov) aux fèves et au poulet. Najmieh Batmanglij (2021) donne une étonnante variétés de polow, Shirin Simmons en donne d'intéressants dont le pilaf aux cerises, un pilaf au lait.

### Asie du Sud

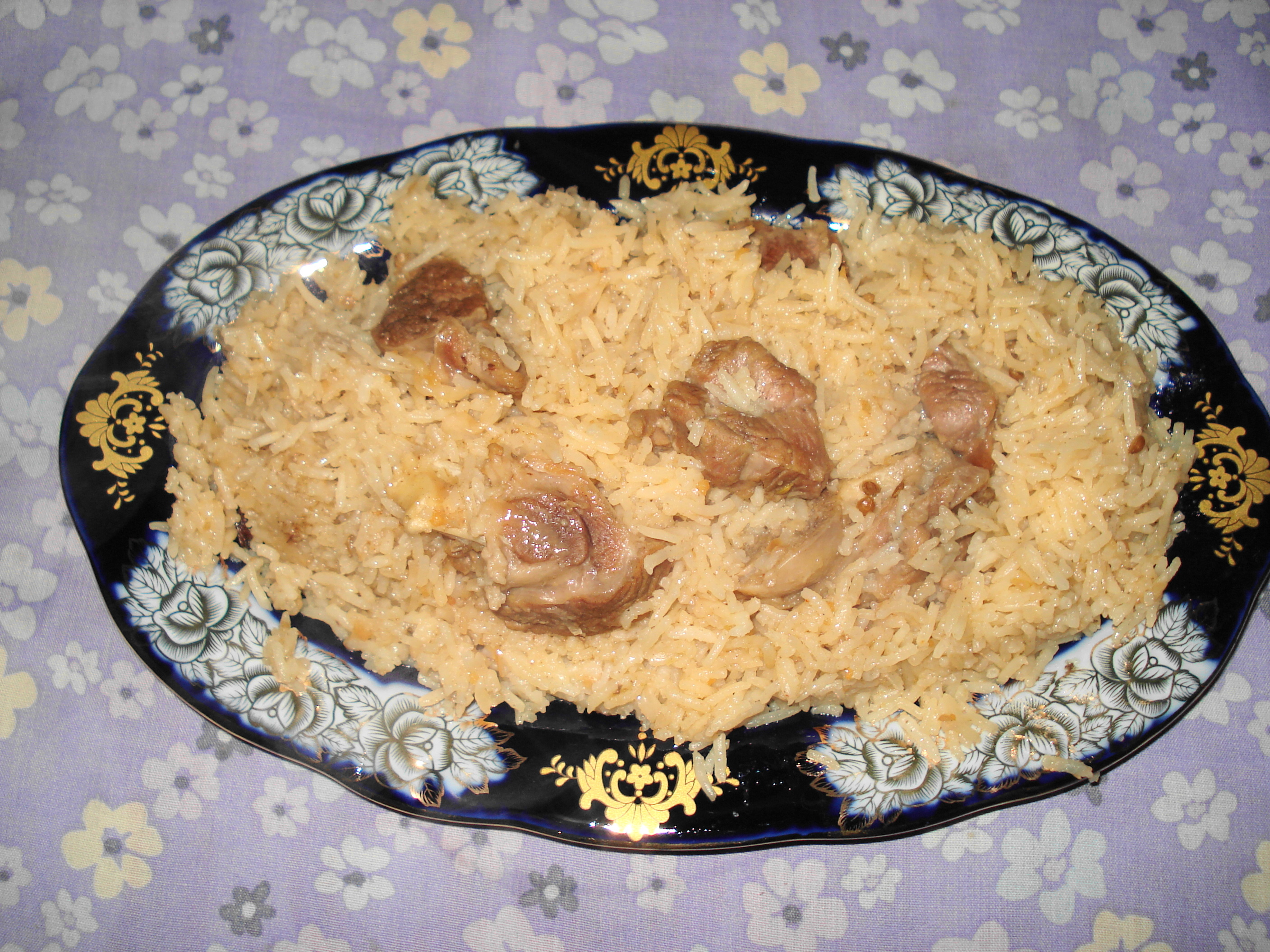
Un pulao du Penjab.

En Asie du Sud, le pulao (ou pulav, en hindi : पुलाव, et en urdu : پلاؤ) est un plat de riz long grain type basmati accompagné de pois, pommes de terre, haricots verts, carottes, agneau, bœuf et poulet. Il est considéré comme plat de fête, très nourrissant. Le pulao à la viande est un plat traditionnel au Pakistan.

#### Tibet, Ladakh
Po-la, pcu-la, pco-la (Ladakh et Tibet central), pilau, pilaw, est composé de riz bouilli avec de la volaille ou du mouton et des épices, les Tibétains ajoutant aussi du beurre et des abricots secs (pca-tin) au Ladakh, riz doux au beurre avec sucre et abricots.

#### Inde

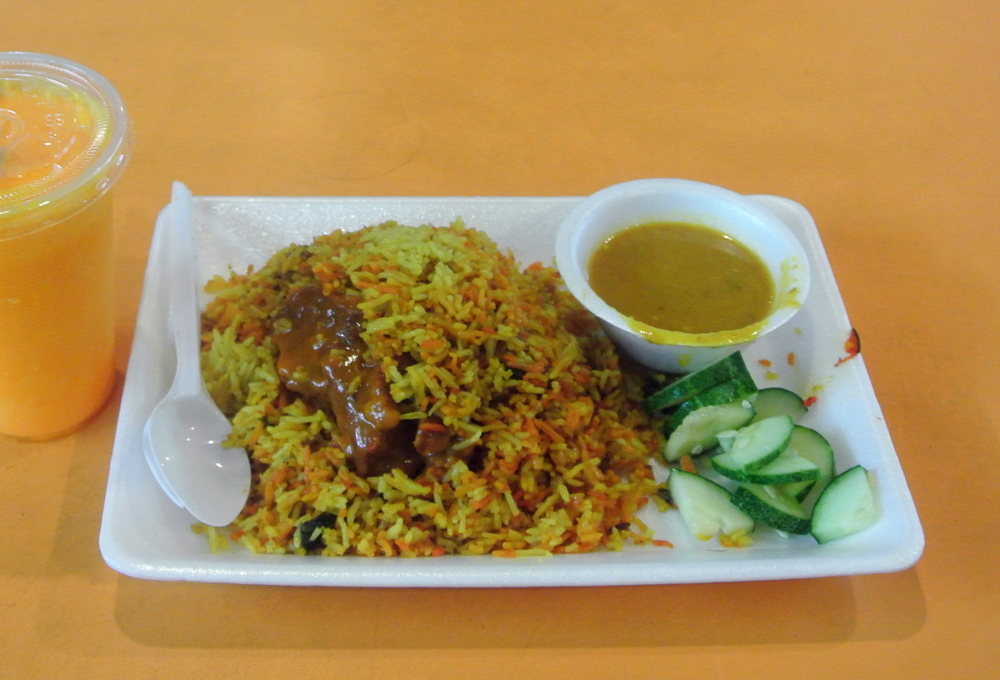
Biryani de mouton et ses épices.

Ces pulao au légumes ont pour caractéristiques d'être relevés d'épices (mélange d'épices vaghar, cardamome, badiane, cannelle, girofle, curcuma). Il est proche du biryani le pulao se fait en principe à la poêle, le biryani au four, Julie Andrieu dans sa recette de pulao donne un biryani au four qu'elle trouve moins pâteux.

### Asie de l'Ouest
À noter en cuisine arménienne le pilaf aux vermicelles (cuit dans un bouillon de viande), le pilaf de boulgour. En Azerbaïdjan, pilaf de mouton aux mirabelles ou aux pruneaux

#### Cuisine arabe
البخاري (albukhariu) dans les pays du Golfe est un riz cuit dans un bouillon épicé.
Au XVIe siècle, Muhammad bin Hasan al-Baghdadi donne la recette suivante : « viande mouton et bœuf ébouillantée, puis frite, déposer en couches dans une pot du bœuf haché, des oignons, des pois chiches et des abricots sous l'oignon, un peu d'huile, du riz et deux volumes d'eau ou de bouillon. Faire bouillir.» ملجأ الطباخين, L'Abri des cuisiniers, premier livre de cuisine en arabe imprimé donne de nombreux pilafs : riz pilaf ordinaire, persan, kosei, déshydraté, de caille, de tomate, de tête, de tassergal, d'aubergine, salma de moules, pilaf de pétoncles, riz ouzbek.

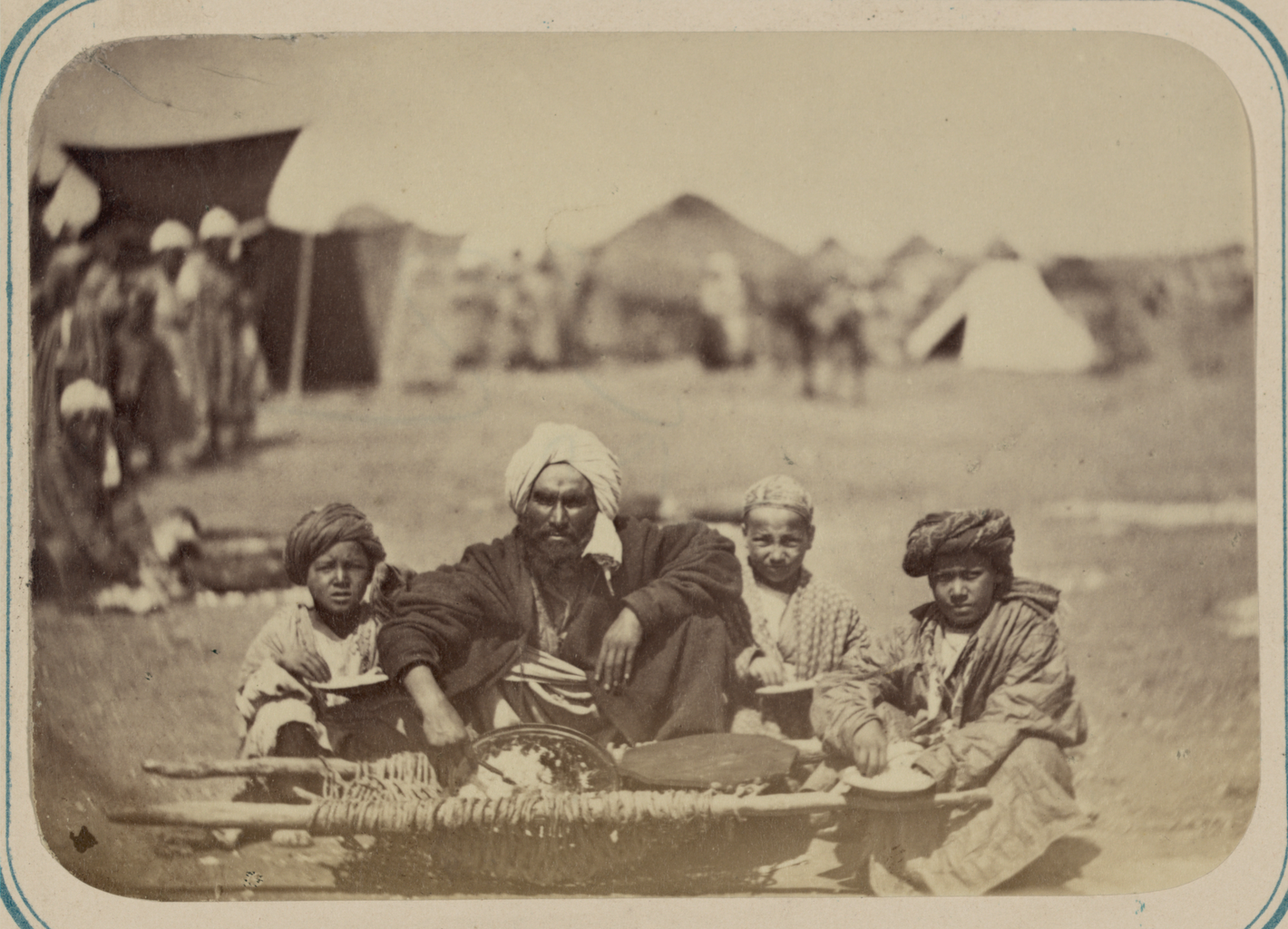
Turkestan, vendeur de pilaf du Nouvel An (1860).

#### Turquie
Le pilaf englobe tous les grains cuits à l'eau, riz, boulghour, pâtes, vermicelles. Le dâne-i kâbuniyye (riz à la viande, pois chiches et aux épices) est proche des pilafs persans. Cécile Folschweiller signale « des pilafs avec des confitures variées de rose d'un goût très extraordinaire ».

### Europe
L'Europe qui a connu l'occupation ottomane cuisine traditionnellement le pilaf, y compris les pilafs de boulghour, bongouri en Serbie par exemple. Le paprika (Serbie, Bulgarie) entre dans sa composition (voir l'adjem-pilaf turc). De Roumanie et Bulgarie, les voyageurs décrivent « l'éternel pilaf, ou pilau, plat de riz bien connu de tous ceux qui ont voyagé en Orient ».

#### Grèce
Dans la cuisine grecque, le πιλάφι (piláfi) aux olives, à l'huile d'olive se fait aussi au chevreau, à la chèvre. Le Γαμοπίλαφο (gamopílafo)  pilaf de mariage au riz gluant est servi traditionnellement dans les repas de fête en Crète. La cuisson du riz commence dans du bouillon de bœuf ou d'agneau, et se termine dans du jus de citron.

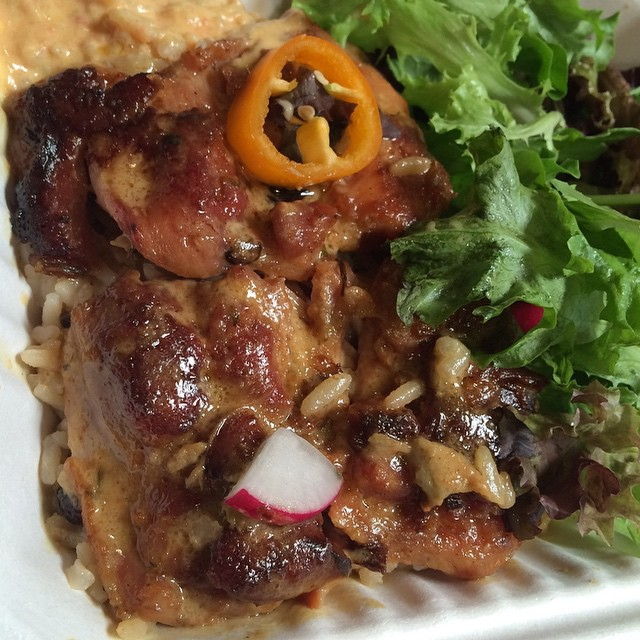
Pelau de poulet pimenté (Antilles)

### Antilles
En Grenade et en Trinité-et-Tobago, le pelau est accompagné de pois d'Angole, au poulet (rappelle le Arroz-con-Pollo de Puerto-Rico et de Cuba ou du Sénégal), et éventuellement de citrouille et de queue de cochon. Il est épicé.

## Traduction
- Albanais : pilaf
- Arabe : البيلاف, al-bīlāf
- Arménien : փիլավ, p‘ilav
- Assamais : পোলাও, polao
- Azéri : plov
- Bengalî : পোলাও, polao ; পোলাউ, polau
- Bosnien : pilav
- Comorien : pilao
- Tatar de Crimée : pilâv
- Danois : pilaf
- Estonien : pilaff
- Finnois : pilahvi
- géorgien : ფლავი p‘lavi
- Grec : πιλάφι, piláfi
- Hébreu : אושפלוב, oshpalov ; פלוב, plov ; פילאף, pilaf
- Hindî : पुलाव, pulāv
- Kazakh : палау ; API : /paláw/
- Kurde : polaw
- Kirghiz : палоо, аш, плов ; API : /pɑloː, aʃ, plof/ (origine : persan, turc, russe)
- Letton : plovs
- Lituanien : plovas
- Macédonien : Пилав, pilav
- Mandarin : 抓飯, zhua fan
- Népalais : पुलाउ, pulāu
- Ourdou : پلاو, pulāo
- Ouïghour : polo
- Ouzbek : palov, osh; API : /palɒw, ɒʃ/
- Persan : پلو, polow/polo
- Polonais : pilaw API : /pilaf/
- Roumain : pilaf
- Russe : плов; API : /pɫɔf/
- Serbe : Пилав pilav
- Tagalog : pilaw
- Tadjik : палав, ош, osh
- Tatar : pılaw ; API : /pəlaw/
- Trinidad et Tobago : pelau
- Télougou : palava, palaavu
- Turc : pilav
- Turkmène : palaw